# COTI
Das Common Translation Interface (kurz COTI) ist eine definierte Schnittstelle zwischen Redaktionssystemen und Translation-Memory-Systemen, die vom Verband Deutscher Redaktions- und Content Management System Hersteller e. V. (kurz DERCOM) verabschiedet wurde. Das Ziel war, eine herstellerunabhängige Schnittstelle zu schaffen, die von allen Systemen genutzt wird.
Auf der Seite der Translation-Memory-Systeme beherrscht auch der Marktführer RWS Trados COTI bis zum Level 3. Der Across Language Server unterstützt Level 2 und 3 des Standards. Auch TMS-Hersteller XTM unterstützt COTI Level 2 und ab Version 13.3 auch multilinguale COTI-Pakete.
Bei den Redaktionssystemen unterstützen fast alle führenden COTI Level 2, vereinzelt auch COTI Level 3. Auch Übersetzungsmanagement-Systeme wie der PlunetBusinessManager unterstützt COTI Level (1-2), um eine individuelle und flexible Integration zwischen den verschiedenen Herstellersystemen zu gewährleisten.

## COTI-Ebenen
Der COTI-Standard kennt aktuell drei Ebenen:
- COTI Level 1: Definiert ein COTI-Paket, das die Übersetzungsdaten enthält. Diese Datei muss händisch übergeben werden.
- COTI Level 2: Erweitert Level 1 um Austauschordner. Das Redaktionssystem legt sein COTI-Paket in einen definierten Austauschordner, der vom Übersetzungssystem überwacht wird. Sobald eine Datei im Austauschordner erkannt wird, erstellt das Übersetzungssystem automatisch ein neues Projekt. Die Rücksendung der übersetzten Inhalte erfolgt über einen weiteren Austauschordner, das Redaktionssystem importiert die darin erkannten Daten automatisch.
- COTI Level 3: Definiert einen direkten Datenaustausch zwischen den Systemen. Statt COTI-Paketen werden einzelne Knoten geschickt, übersetzt und zurückgeliefert. Die direkte Anbindung ermöglicht permanente Anzeige des Übersetzungsfortschritts beziehungsweise von Problemen. Allerdings ist dieser Standard nicht vollständig definiert, dementsprechend zurückhaltend sind die Hersteller bei der Implementation von COTI Level 3.